# Pianos for Peace
Pianos for Peace — американская некоммерческая организация, главная цель которой построить мир через музыку и образование. Организация была основана Малеком Джандали в 2015 году и расположенная в Атланте.
Фестиваль «Pianos for Peace» ежегодно проводится в Атланте в течение двухнедельного периода. На этом фестивале размещаются раскрашенные пианино в публичных местах и парках города. Впоследствии пианино жертвуются в школы, общественные центры и больницы.

## галерея

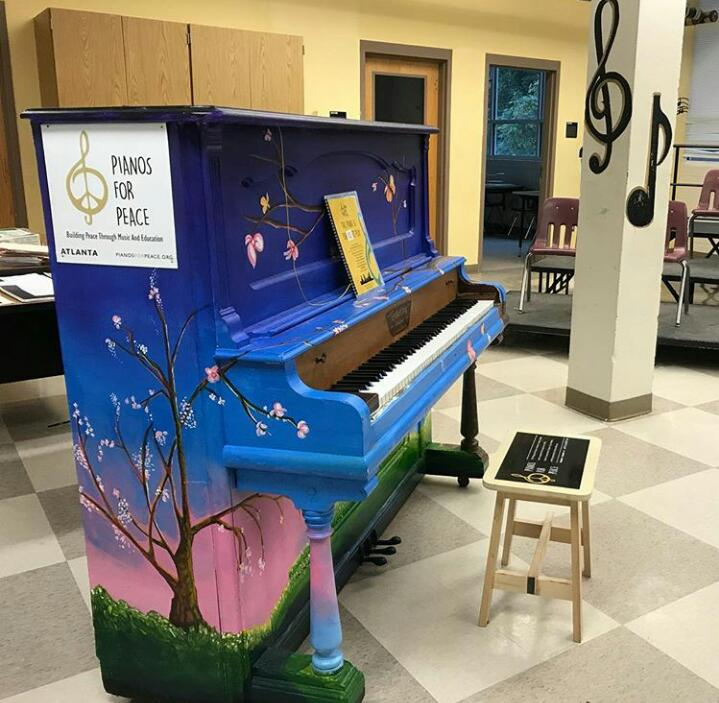
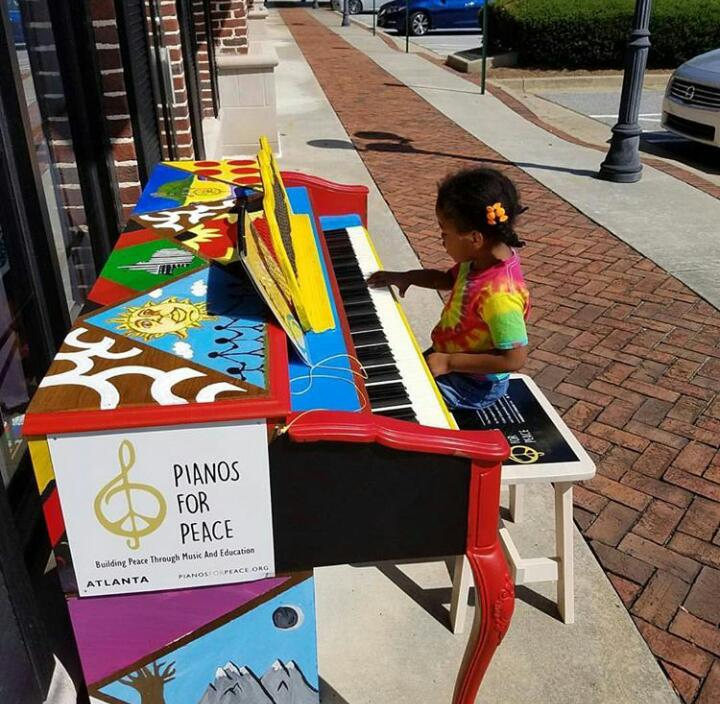
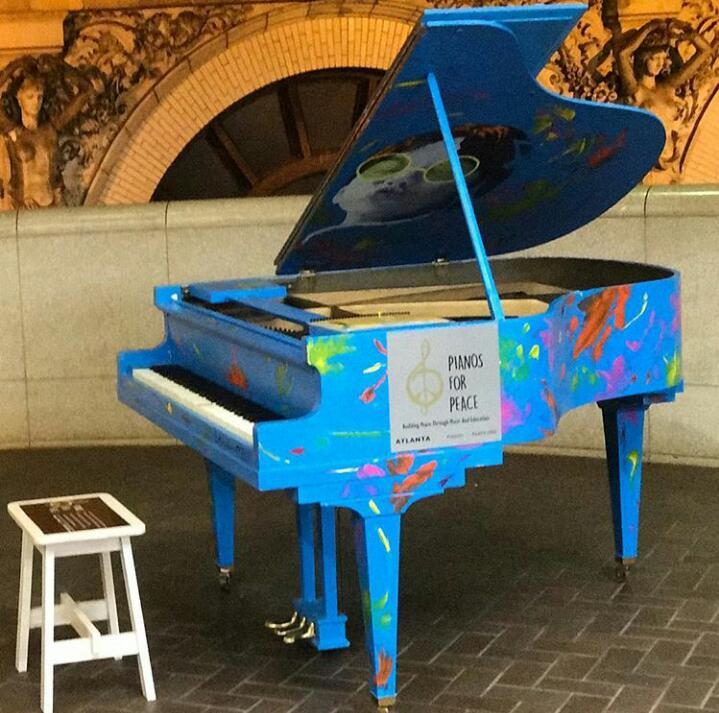
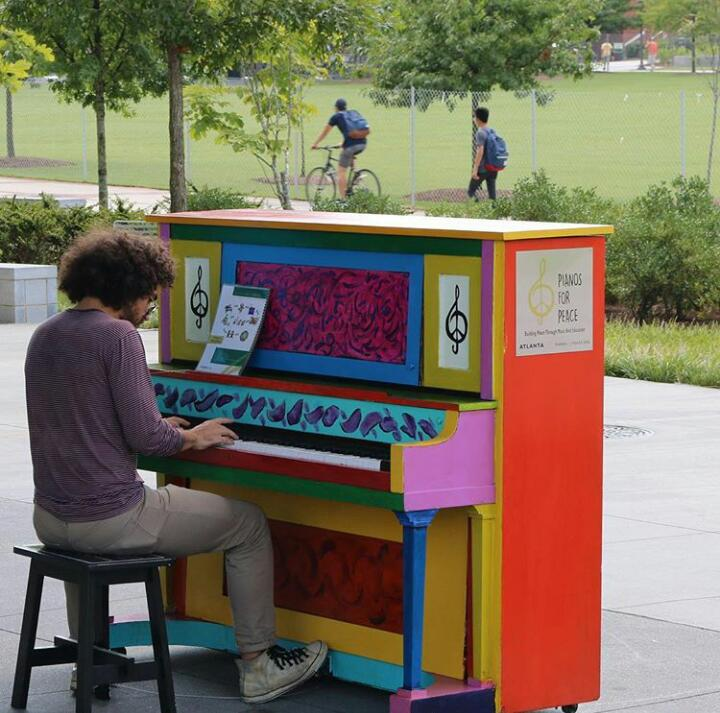